# Frederik Høedt
Frederik Ludvig Høedt (13. februar 1820 i København – 22. marts 1885 sammesteds) var en dansk skuespiller og dramaturg. 
Høedt blev af sine forældre – møbelhandler Christen Olsen Høedt (død 1850) og Marie, født Hansen (død 1887) – sat i Borgerdydskolen på Christianshavn, hvorfra han 1836 dimitteredes til Københavns Universitet. Efter at have taget 2. Eksamen studerede han en kort tid teologi, men opgav dette studium for at kaste sig over filosofi, æstetik og dramaturgi, udgav 1844 et hæfte Lyriske Studier, som dog ikke var af betydning, og foretog 1850-51 en rejse gennem Tyskland til Paris for at studere moderne skuespilkunst. Han debuterede på Det Kongelige Teater 14. november 1851 som Hamlet, og den 31årige mands debut vakte overvældende opsigt. 
Han var lille og spinkel af figur, men havde et smukt, intelligent hoved og besad et vel ikke meget klangfuldt, men tydeligt og fortrinlig skolet organ, der lystrede ham på alle punkter, undtagen hvor han skulle give lidenskabelig patos eller øm kærlighed luft, thi disse følelser lærte han, der frem for alt var refleksionsskuespiller, aldrig til fulde at give det sande og ægte udtryk. Ved studiet af moderne fransk skuespilkunst havde han tilegnet sig meget af den franske skoles naturlige diktion og kæmpede med stor iver for at modarbejde den hos adskillige af teatrets personale den gang endnu herskende noget konventionelle spillemåde, som navnlig gav sig til kende i det højere drama. han bragte her nyt blod i de gamle årer, og hans virksomhed var ikke uden gode resultater, selv om disse langtfra blev så betydelige, som der havde været grund til at vente, i fald hans forbliven ved teatret havde været af længere varighed. 
Han mente sig imidlertid planmæssig tilsidesat af J.L. Heiberg, og den uhyggelige strid, der i den anledning opstod ved teatret, kulminerede i, at han nægtede at spille Hamlet med en anden end fru Nielsen i dronningens rolle og udeblev fra prøverne. Følgen heraf var, at han, der allerede 1852 var blevet kongelig skuespiller, afskedigedes i april 1855. Han tog engagement hos kammerråd Hans Wilhelm Lange på Hofteatret og spillede her i sæsonen 1855-56 i alt 13 forskellige roller, blandt hvilke Herman Bache i Et enfoldigt Pigebarn, Jules Albert i Berthas Klaver og grev Baudelot i Den sidste Nat. 
Da Heiberg ved teaterårets udgang afskedigedes som direktør for Det Kongelige Teater, blev Høedt atter fra 1. juli 1856 engageret som skuespiller og tillige som elevinstruktør, i hvilke stillinger han næste år fik kongelig udnævnelse. Men medens den offentlige mening tidligere havde taget ham stærkt under armene, slog den nu om og gav ham – med urette – skyld for, at fru Heiberg holdt sig borte fra scenen, og denne uvilje mod ham lagde sig flere gange for dagen ved udhysninger og udpibninger, og da disse atter havde fundet sted 13. december 1857, på hvilken aften han spillede Paimpol i Min Lykkestjærne, erklærede han, som fandt, at spektakelmagerne ved den over dem fældede højesteretsdom vare slupne for alt for godt køb, at han ikke ville optræde oftere, og denne sin beslutning fastholdt han også, i det han dog vedblev at fungere som elevinstruktør. 
I maj 1858 udnævntes han til sceneinstruktør for skuespillet og tre år senere tillige for operaen, hvilke embeder han beholdt til sin afsked i sommeren 1864. Det havde i foråret 1859 været kultusminister Halls plan, at Høedt skulle afløse det Hauch-Christensenske regimente ved teatret, og Høedt fik i den anledning titel af professor, men da han med sin følelige mangel på energi stadig forlangte betænkning, trak sagen i langdrag, indtil Hall som minister afløstes af Monrad, og hermed bortfaldt sagen. Som elevinstruktør udøvede han en meget heldig indflydelse, og tallet er ikke ringe på dem, der skylde ham deres kunstneriske udvikling; også som sceneinstruktør gjorde han fortræffelig fyldest og var den første, der her hjemme viste, hvordan et moderne lystspil skal sættes i scene. 
Høedt har som skuespiller på Det Kongelige Teater udført i alt 18 roller, blandt hvilke man særlig kan fremhæve Ehlers i For ti Aar siden, Destournelles i Slottet i Poitou, Werner i En Valgdag, Toby Wilson i De deporterede, Harlekin i De usynlige, titelrollen i Salomon de Caus og Henrik Skytte i Thyre Boløxe. Han var en mester i at konversere let og naturlig på scenen, havde den rette accent så vel for humoren som ironien, var langtfra blottet for lune, men savnede fantasi og dyb følelse, noget, hvorover han søgte at dække ved ad tænkningens vej at stræbe efter målet.
Med sine rige evner ville han rimeligvis være bleven den danske dramatiske kunst til stor nytte både som skuespiller og som instruktør, såfremt han ikke af misforstået stolthed, og fordi hans private forhold tillod ham det, alt for tidlig havde trukket sig tilbage fra scenen; nu står han i teaterhistorien som den, der i kunsten ville det rette, men ikke formåede at sætte det igennem, fordi han frem for alt savnede banebryderens udholdenhed og energi. Derfor gled hans senere år hen til dels i uvirksomhed, kun at han ved enkelte lejligheder støttede Folketeatret med sin erfaring og sine gode råd, indtil hans åndsevner sløvedes, og han – ugift – døde 22. marts 1885.
Som forfatter har Høedt udgivet tre hæfter lyriske Digte (samlet udgave 1856), Om det skjønne, Udkast til en kristelig Æsthetik (1856), med held bearbejdet flere skuespil, eksempelvis Embedsiver eller Hr. og Fru Møller og Madonna, samt leveret fortræffelige oversættelser af adskillige franske dramatiske arbejder. Han er begravet på Assistens Kirkegård.